# Parafia św. Sergiusza z Radoneża w Wiekszniach
Parafia św. Sergiusza z Radoneża – prawosławna parafia w Wiekszniach, w dekanacie kłajpedzkim eparchii wileńskiej i litewskiej.
Erygowana w 1867, zrzeszała nowo przybyłych do Wiekszni osadników rosyjskich. Do 1875 nie posiadała wolnostojącej cerkwi, jedynie kaplicę w prywatnym domu. Od 1875 jej świątynią jest cerkiew św. Sergiusza z Radoneża w Wiekszniach. Parafia w momencie powstania otrzymała również 40 hektarów ziemi uprawnej i 5 hektarów z przeznaczeniem na ogrody.
W II połowie XIX wieku parafia prowadziła pięć szkół dla dzieci wyznania prawosławnego, które następnie zmieniono na szkoły dostępne także dla dzieci katolickich i żydowskich. W końcu stulecia parafia liczyła ponad tysiąc osób – 509 mężczyzn i 512 kobiet. W czasie I wojny światowej zawiesiła swoją działalność. Po powstaniu niepodległego państwa litewskiego większość majątku ziemskiego parafii została zarekwirowana, prawosławnym pozostawiono jedynie pół hektara ogrodu. W 1937 parafia liczyła 1297 osób. Mimo represji ze strony władz stalinowskich po wejściu Armii Czerwonej do Wiekszni, nabożeństwa odbywały się przez cały okres II wojny światowej. Ważnym wydarzeniem w życiu parafii w tym okresie było czasowe przechowywanie w cerkwi relikwii św. Nikity Nowogrodzkiego, jego matki Anny oraz książąt Włodzimierza i Fiodora Nowogrodzkich.
Parafia została zarejestrowana przez władze stalinowskie w 1947. W tym okresie liczyła ok. 650 wiernych, posiadała też jedną cerkiew pomocniczą – cerkiew Zaśnięcia Matki Bożej w Możejkach (obecnie samodzielna parafia).